# Train (sång)
Train är en elektronisk dancelåt av den brittiska duon Goldfrapp från deras andra album Black Cherry (2003). Låten släpptes som albumets första singel den 14 april 2003 och gick in på plats 23 på den brittiska singellistan. Första versionen av den brittiska utgåvan innehåller b-sidan Big Black Cloud, Little White Lie. Remixer av Train har gjorts av bland andra T. Raumschmiere och Ewan Pearson.
Låten hette från början Wolf Lady, vilket refererar till textraden i andra versen av låten. Texten är baserad på hur sångaren Alison Goldfrapp uppfattade Los Angeles medan hon var där. Hon menar att låten beskriver rikedom, droger och sex med "en något äcklad syn på det men samtidigt en sorts behov av att ägna sig åt de här sakerna".

## Musikvideo
Videon till låten regisserades av Dawn Shadforth, som också har regisserat videor för bland andra Kylie Minogue, Oasis och Garbage. Den sändes på TV första gången i april 2003. Alison har i en intervju sagt att hon tyckte speciellt om att spela in den här videon men att det generellt är svårt att återge musiken visuellt.

## Låtlistor och format
Brittisk CD1

(CD MUTE 291; Släppt: 14 april 2003)
1. "Train" – 4:08
2. "Train" (Village Hall Mix) – 5:28
3. "Big Black Cloud, Little White Lie" – 3:09
4. "Train" (Video) – 4:09

Brittisk CD2

(LCD MUTE 291; Släppt: 14 april 2003)
1. "El Train" (T. Raumschmiere Remix) – 5:52
2. "Train" (Ewan Pearson 6/8 Vocal) – 7:34
3. "Train" (Ewan Pearson 4/4 Instrumental) – 5:27

Brittisk 12"-vinyl

(12 MUTE 291; Släppt: 14 april 2003)
Sida A
1. "Train"
2. "El Train" (T. Raumschmiere Remix)

Sida B
1. "Train" (Ewan Pearson 4/4 Vocal)

Australiensisk CD

(AUCD MUTE 291; Släppt: 2003)
1. "Train"
2. "Train" (Village Hall Mix)
3. "Train" (Ewan Pearson 6/8 Vocal)
4. "Train" (T. Raumschmiere Remix)

Amerikansk CD

(MUTE 9207-2; Släppt: 22 april 2003)
1. "Train" - 4:08
2. "Train" (Village Hall Mix) – 5:28
3. "Big Black Cloud, Little White Lie" – 3:09
4. "Train" (T.Raumschmiere Remix) – 5:52
5. "Train" (Video) – 4:09

Amerikansk 12"-vinyl

(MUTE 9207-1; Släppt: 22 april 2003)
Sida A
1. "Train" – 4:08
2. "El Train" (T.Raumschmiere Remix) – 5:52

Sida B
1. "Train" (Ewan Pearson 4/4 Instrumental) – 5:27

## Medverkande
- Alison Goldfrapp – sång, producent, synthesiser, ljudtekniker, mixning, arrangemang, design
- Will Gregory – producent, synthesiser, ljudtekniker, mixning, arrangemang
- Nick Batt – medproducent, synthesiser, ljudtekniker, ytterligare programmering
- Big Active – design
- Polly Borland – fotografi
- Mark Linkous – casiokeyboard
- Mike Marsh – mastering
- Rowan Oliver – trummor, slagverk
- Adrian Utley – bas, gitarr

Källa:

## Listplaceringar
| Lista (2003)           | Högsta position |
| ---------------------- | --------------- |
| Brittiska singellistan | 23              |